# قره‌تاج
قره‌تاج (نام علمی: Anagyris foetida) گونه‌ای از سرده قره‌تاج است که در غرب ایران، ناحیه مدیترانه‌ای، آسیای جنوب‌غربی تا سوریه و عراق می‌روید.
این درخت در ایران در استان کرمانشاه (بین اسلام‌آباد غرب و گیلان‌غرب، بین شالان و دالاهو، سراب اسکندر نزدیک ریجاب، کاسه‌گران، بین ازگله و جوانرود) می‌روید.

## ویژگی‌ها

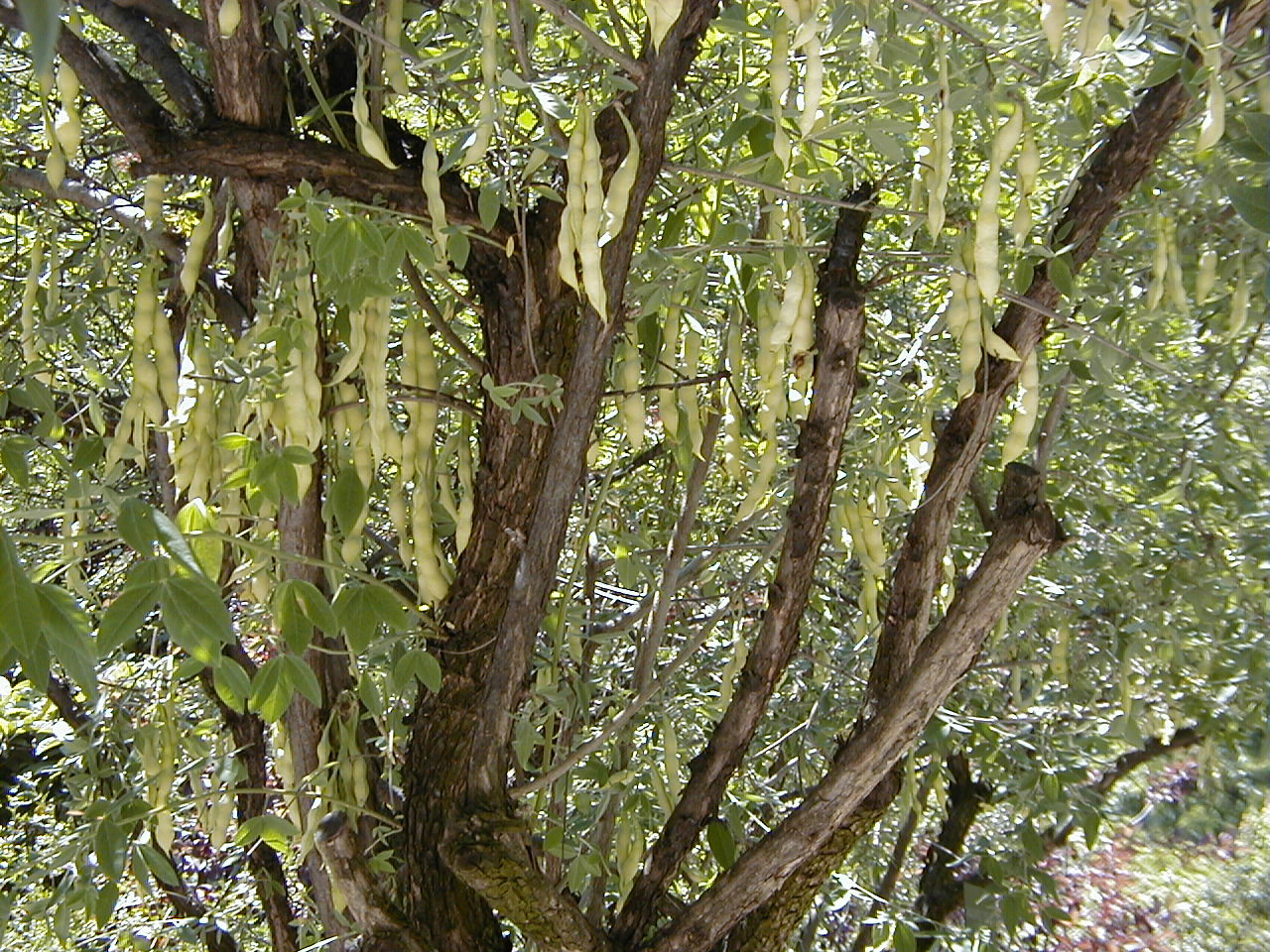
شاخه‌ها و میوه درخت قره‌تاج

درختچه‌ای است به ارتفاع ۱-۳ متر با بویی بد، شاخه‌های ضخیم (کلفت)، واگرا، با پوست خاکستری‌رنگ. شاخه‌چه‌های جوان آن کرک‌های فشرده و سرانجام بدون کرک دارند. دمبرگ‌ها طولی بین ۱۰-۱۵ سانتی‌متر دارند. برگچه‌ها طول ۳۰ و عرض ۱۸ میلی‌متر (گاهی بزرگ‌تر) دارند. برگچه‌ها به شکل مستطیلی-سرنیزه‌ای تا بیضوی باریک، نسبتا نوک‌کند، نوک‌دار (سر دار)، سبز کم‌رنگ، روی سطح بالایی بدون کرک و در سطح زیرین کرک مخملی دارند و تقریبا هم‌اندازه هستند. گوشواره‌های گل پیوسته‌اند و تا ۱۰ گل دارند و دم‌گل حدود ۱۰ میلی‌متر، نازک و با کرک‌های فشرده است. جام گل به طول ۲۰-۲۵ میلی‌متر و زرد مایل به سبز است.